# بوب غروم
بوب غروم (بالإنجليزية: Bob Groom)‏ هو لاعب كرة قاعدة أمريكي، ولد في 12 سبتمبر 1884 في بلفيل في الولايات المتحدة، وتوفي في 19 فبراير 1948.

## وصلات خارجية
- بوب غروم على موقع دوري كرة القاعدة الرئيسي (الإنجليزية)
- بوب غروم على موقعبيزبول رفرنس.كوم (الدوري الرئيسي) (الإنجليزية)